# Raymond Basset
Denis Raymond Basset (ur. 3 maja 1883 w Paryżu, zm. 18 września 1918 w Glennes) – francuski przeciągacz liny, medalista igrzysk olimpijskich.
Pochodzący z 3. dzielnicy Paryża Basset był uczestnikiem igrzysk olimpijskich 1900 odbywających się w jego mieście. Jako członek drużyny Racing Club de France rywalizował w przeciąganiu liny. Zdobył wówczas srebrny medal po porażce z drużyną mieszaną składającą się ze Szwedów i Duńczyków. Zajął także drugie miejsce w pchnięciu kulą z wyrównaniem, jednak za tę konkurencję nie rozdawano medali.